# Държавна лотария
Държавна лотария (също Държавна парично-предметна лотария) в България е лотария, гарантирана от държавата.

## История
Първите опити за организиране на лотария в България прави Михалаки Георгиев по времето на първото Пловдивско изложение през 1892 г., но организирана по модела на западноевропейските страни, лотарията е учредена през 1898 година с указ на княз Фердинанд за учредяване на „Софийска градска класна лотария“ под гаранция на държавата. До Балканската война лотарията е към Столична община, а след това – към държавата.
През 1922 г. възниква идеята за учредяване на Държавна лотария на България, която се реализира през 1935 г., когато Министерският съвет приема Наредба-закон за Българската държавна лотария. С царски указ от 2 януари 1936 г. за първи директор на лотарията е бил назначен д-р Петко Петков – бивш помощник–кмет на Столичната община, като фактически от тази дата започва да функционира и българската държавна лотария. Първият тираж на Държавната лотария е теглен на 5 април 1936 г. в салона на Военния клуб в София.
Държавната лотария не функционира през годините на Втората световна война и е възобновена през 1958 г., когато с Указ на Президиума на Народното събрание се учредява Държавна парично-предметна лотария. През 1993 г., указът е изменен и допълнен със закон, който дава възможност да се провеждат и други видове лотарийни игри, а не само традиционна лотария с билети.
Към 2011 Държавната лотария е държавно предприятие, което не е търговско дружество През 2011 г. е влята в Български спортен тотализатор.

## Видове игри
1. Традиционната лотария се провежда с теглене на тираж всеки месец, като цената на билета е 2 лв.
2. Моментните лотарийни игри са във форма на билети със зона за изтриване, които се отпечатват и пускат в продажба през различни периоди от време.